# Станчо Станчев
Станчо Георгиев Станчев е български театрален режисьор.

## Биография
Роден е на 5 септември 1932 г. в Пловдив. През 1955 г. завършва режисура в класа на проф. Боян Дановски в ДВТУ, сега НАТФИЗ „Кръстьо Сарафов“ София. Специализира в Театър „Вахтангов“ при Евгений Симонов и в Театър на сатирата на Малая Бронная при Валентин Плучек в Москва през 1959 г.
От 1955 до 1959 г. е режисьор в Драматичен театър „Васил Друмев“ в Коларовград, сега Шумен. От 1959 до 1962 г. режисьор в Драматичен театър „Сава Огнянов“ в Русе. От август 1962 г. до септември 1992 г. е в трупата на Драматичен театър „Стоян Бъчваров“ във Варна като режисьор и главен режисьор от 1978 г. и главен художествен ръководител (от 1979 г. до 1989 г.).
Поставил над 100 пиеси от български и чужди автори.
Съпруг на художничката Дария Василянска.
Умира във Варна на 23 октомври 2017 г.

## По-важни постановки
- „Салемският процес“ от Артър Милър, Драматичен театър „Васил Друмев“, Шумен, 1955 – 56 г.
- „Забавни случки“ от Сервантес, Драматичен театър „Васил Друмев“, Шумен, 1955 – 56 г.
- „Рибарски свади“ от Карло Голдони, Драматичен театър „Васил Друмев“, Шумен, 1956 – 57 г.
- „Вампир“ от Антон Страшимиров, Драматичен театър „Васил Друмев“, Шумен, 1957 – 58 г.
- „Криворазбраната цивилизация“ от Добри Войников, Драматичен театър „Васил Друмев“, Шумен, 1958 – 59 г.
- „Де Преторе Винченцо“ от Едуардо Де Филипо, Драматичен театър „Сава Огнянов“, Русе, 1959 – 60 г.
- „Генералът и лудият“ от Анжел Вагенщайн, Драматичен театър „Сава Огнянов“, Русе, 1961 – 62 г.
- „Дъщерята завършва“ от Димитър Инкьов, Драматичен театър „Сава Огнянов“, Русе, 1961 г.
- „Следствието“ от Петер Вайс, Драматичен театър „Стоян Бъчваров“, Варна, 1966 – 67 г.
- „Седмо: кради по-малко“ от Дарио Фо, Драматичен театър „Стоян Бъчваров“, Варна 1971 – 72 г.
- „Както ви харесва“ от Уилям Шекспир, Драматичен театър „Стоян Бъчваров“, Варна, 1972 – 73 г.
- „Януари“ от Йордан Радичков, Драматичен театър „Стоян Бъчваров“, Варна, 1974 – 75 г.
- „Римска баня“ от Станислав Стратиев, Драматичен театър „Стоян Бъчваров“, Варна, 1974 – 75 г.
- „Добрият войник Швейк“ от Ярослав Хашек, Драматичен театър „Стоян Бъчваров“, Варна, 1975 – 76 г.
- „Прокурорът“ от Георги Джагаров, Драматичен театър „Стоян Бъчваров“, Варна, 1975 – 76 г.
- „Влиянието на гама лъчите върху лунните невени“ от Пол Зиндъл, Драматичен театър „Стоян Бъчваров“, Варна, 1978 – 79 г.
- „Сако от велур“ от Ст. Стратиев, Драматичен театър „Стоян Бъчваров“, Варна 1978 – 79 г.
- „Всяка есенна вечер“ от Иван Пейчев, Драматичен театър „Стоян Бъчваров“, Варна 1978 – 79 г.
- „Полет над кукувиче гнездо“ от Дейл Васерман, Драматичен театър „Стоян Бъчваров“, Варна 1979 – 80 г.
- „Малки комедии“ от А. П. Чехов, Драматичен театър „Стоян Бъчваров“, Варна, 1979 – 80 г.
- „Архангелите не играят флипер“ от Дарио Фо, Драматичен театър „Стоян Бъчваров“, Варна, 1980 – 81 г.
- „Сирано дьо Бержерак“ от Едмон Ростан, Драматичен театър „Стоян Бъчваров“, Варна, 1981 – 82 г.
- „Хиляда метра над морето“ от П. Маринков, Драматичен театър „Стоян Бъчваров“, Варна, 1982 – 83 г.
- „Ревизор“ от Н. В. Гогол, Драматичен театър „Стоян Бъчваров“, Варна, 1986 – 87 г.
- „Светото семейство“ от Дьорд Швайда, Драматичен театър „Стоян Бъчваров“, Варна, 1988 – 89 г.
- „Страшният съд“ от Ст. Цанев, Драматичен театър „Стоян Бъчваров“, Варна, 1989 – 90 г.
- „Животът в тихата къща“ от Павел Кохоут, Драматичен театър „Стоян Бъчваров“, Варна, 1990 г.
- „Чаровна нощ“ от Славомир Мрожек, Драматичен театър „Стоян Бъчваров“, Варна, 1990 – 91 г.
- „Последната лента на Крап“ от Самюел Бекет, Драматичен театър „Стоян Бъчваров“, Варна, 1991 – 92 г.
- „Подземието“ от Мърей Шийзгал, Държавен куклен театър, Варна, 1993 г.
- „Игра на шах“ от Алексей Шипенко, Държавен куклен театър, Варна, 1994 г.
- „Нора“ от Хенрик Ибсен, Арт клуб „Сезам“, Варна, 1995 г.
- „Кой се страхува от Вирджиния Улф“ от Едуард Олби, Драматичен театър „Стоян Бъчваров“, Варна, 1996 – 97 г.
- „Учителят или сянка върху дъската“ от Жан Пиер Допан, Драматичен театър „Стоян Бъчваров“, 2003 г.

## Награди
- I и II награда за режисура на Националния преглед 1959 г.
- I награда за режисура на Районния преглед във Варна – Национален преглед 1969 г. за спектакъла „Има ли смисъл да утепваме мечка“ от Панчо Панчев
- II награда за режисура на Националния исторически преглед „Поглед през вековете“ 1968 г. за спектакъла „Стогодишно смешно театро“ от В. Стефанов
- II награда за режисура на Националния преглед за детско-юношеска драматургия и театър 1973 г. за спектакъла „Желязното момче“ от Йордан Радичков
- Награда „Варна“ 1976 г. за спектакъла „Добрият войник Швейк“ от Ярослав Хашек
- II награда за режисура на Районния преглед в Силистра от Националния преглед на Българската драма и театър 1979 г. за спектакъла „Сако от велур“ от Станислав Стратиев
- III награда за режисура от Районен преглед в Добрич от Националния преглед на българската драма и театър 1989 г. за спектакъла „Районна болница“ от Христо Бойчев
- Награда „Варна“ 1982 за спектакъла „Щастливият затворник“ от С. Папазова
- Награда „Варна“ за спектакъла „Кой се страхува от Вирджиния Улф“ от Едуард Олби и по случай 65-годишнината му, 1997
- Златен почетен знак с лента „За заслуги към Варна“ 2007 г.
- Почетен гражданин на Варна 2012 г.